# 桥丽鱼属
橋麗魚屬，是條鰭魚綱䲁形目麗魚科下的一個屬。

## 分類
本屬屬於褶唇麗魚亞科，目前被認可的種如下：
- 勞氏橋麗魚 Gephyrochromis lawsi
- 穆氏橋麗魚 Gephyrochromis moorii